# يوليان شوتسكي
يوليان كونستانتينوفيتش شوتسكي (11 أغسطس 1897، يكاترينبورغ - 18 فبراير 1938، لينينغراد) (بالروسية:  Юлиан Константинович Шуцкий) هو عالم صينيات روسي مشهور. أنهى ذراسته في جامعة سانت بطرسبرغ سنة 1921، وأصبح أستاذا في عام 1935.

## مسيرته
كان يوليان شوتسكي أول مترجم لكتاب التغيرات، وقد كان متعدد اللغات، بأكثر من 16 لغة.
عمل يوليان كعالم أبحاث في متحف الأرميتاج الحكومي ما بين 1936 و1937، وكان أستاذا لمعهد لينينغراد للدراسات الشرقية، وأستاذا بجامعة لينينغراد الحكومية ما بين 1936 و1937، وهو عالم أبحاث في المتحف الآسيوي للأكاديمية الروسية للعلوم ما بين 1920 و1937. نشر أكثر من 30 مؤلفا.
خلال عملية التطهير الكبير، تم القبض على شوتسكي في فبراير 1938 باعتباره «جاسوسا يابانيا» وأُعدم.

## روابط خارجية
- يوليان شوتسكي على موقع منظمة الهجرة الدولية